# Mieszko van Lubusz
Mieszko van Lubusz (circa 1223/1227 - begin 1242) was van 1241 tot 1242 hertog van Lubusz. Hij behoorde tot het huis Piasten.

## Levensloop
Hij was de tweede zoon van groothertog Hendrik II van Polen, eveneens hertog van Silezië, en Anna van Bohemen.
Nadat zijn vader in 1241 tijdens de Slag bij Liegnitz tegen het Mongoolse Rijk sneuvelde, werden Mieszko en zijn oudere broer Bolesław II beschouwd als de erfgenamen van hun vader, omdat ze oud genoeg waren om zelfstandig te kunnen regeren. Bolesław II kreeg het hertogdom Silezië, terwijl Mieszko het grondgebied rond de stad Lubusz als regeringsgebied kreeg.
Deze erfenis was echter tijdelijk, want Mieszko's jongere broers Hendrik III en Koenraad I waren nog minderjarig. Als Hendrik III en Koenraad I volwassen werden verklaard, zouden zij namelijk ook een eigen regeringsgebied krijgen. Mieszko maakte dit echter niet meer mee, omdat hij begin 1242 stierf. Mieszko was ongehuwd en kinderloos gebleven en werd begraven in de Sint-Pieterskerk achter het kasteel van Lubusz. Kort na zijn dood verdeelde zijn oudere broer Bolesław II Lubusz aan het aartsbisdom Maagdenburg enerzijds en aan het markgraafschap Brandenburg anderzijds. 